# June (журнал)
JUNE (яп. ジュネ дзюнэ) — японский журнал манги, выпускаемый компанией Sun Publishing (яп. サン出版) с 1978 года. Это первый японский журнал яойной (BL) манги. JUNE был назван в честь французского писателя Жана Жене (его имя на японском примерно произносится «дзюнэ»). Название журнала стало первоначальным обозначением жанра «яой». Он выходит до настоящего времени и до сих пор пользуется популярностью.

## История
JUNE был создан в 1978 году после коммерческого успеха работ таких авторов, как Кэйко Такэмия, Мото Хагио и Юмико Осима. Другой фактор, ставший причиной создания журнала, — рост популярности бисёнэнов в индустрии додзинси. Большинство авторов были начинающими мангаками — это было издание, издаваемое «читателями для читателей». Вскоре Кэйко Такэмия начала вести в JUNE собственную колонку «Школа манги», в которой она давала советы мангакам-новичкам. В этом издании также печатались очерки о самом жанре «дзюнэ».
В JUNE печатались романтические рассказы тамби (яп. 耽美, букв. «поклонение красоте», «погружение в красоту») о гомосексуальных отношениях. Авторы тамби, повествующие о любви взрослых мужчин и прекрасных юношей, использовали особый стиль и необычные кандзи. Считалось, что красота в этих рассказах должна прослеживаться и в стилистике, и в сюжете. В настоящее время этот стиль не используется, BL-рассказы пишутся простым языком, ориентированным на массового читателя. Даже авторы, прославившиеся благодаря тамби (как Риэко Ёсихара, создатель Ai no Kusabi), перешли в мейнстрим. Слово тамби также используется как синоним яоя.
В 1982 году был основан родственный Shosetsu June. В середине 1990-х годов по продажам Shosetsu June оказался даже успешнее оригинального JUNE. В апреле 2006 года был издан первый номер Koi June, который выходит 3—4 раза в год.

## Манга
В процессе публикации
- Yokubou Shokudou (欲望食堂), автор — Аюми Кёя
- Ai no konseki ~Yajuu gunsou to aigan guni~ (愛の痕跡～野獣軍曹と愛玩軍医～)
- Shiiku Gangu (飼育玩具), авторы — Модору Мирай и Пикусу Симогая
- Aiganshain (愛玩社員)
- Oujisama Café e Youkoso (王子様カフェへようこそ), автор — Каэн
- Hentai kizoku (変態貴族)
- Poison — Toraware no Koibito (クレイジーポイズン～囚われの恋人～), автор — Рётаро Отосато
- Venus ni Seppun (ヴィーナスに接吻), автор — Мико Садахира
- Ai no kakehashi (愛のかけ橋)
- AV Mitai ni Kakimazete (ＡＶみたいにかきまぜて), автор — Миму Каюма

Завершенная
- Fujimi Orchestra
- Kaze to Ki no Uta
- Dear Myself
- Jazz